# BCスタティーバ
BCスタティーバ（リトアニア語: Vilniaus „Statyba“、英語: BC Statyba）は、かつてリトアニアの首都ヴィリニュスを本拠地として活動していたバスケットボールクラブである。

## 歴史
1963年、ジャルギリス・スポーツ協会のヴィリニュス男子バスケットボール部門としてジャルギリスが結成された。ジャルギリス・スポーツ協会では、カウナス男子バスケットボール部門であるBCジャルギリスが1944年にすでに結成されていたが、ヴィリニュスで結成されたジャルギリスは、ヴィリニュスでは最初のバスケットボール・クラブであった。翌年、ヴィリニュスのジャルギリスはプラクティカスに改名。同年シーズン開始前にプラスティカスの選手たちによってスタティーバが結成された。
1965年、スタティーバはジャルギリス・スポーツ協会内で優勝。さらにリトアニアSSRカップで3位となり、翌年、リトアニアSSRリーグで準優勝。1967年、スタティーバはヴィリニュス代表クラブとしてソ連2部リーグにあたるAクラスでデビューを果たし、4位の成績をおさめた。これ以降、アンタナス・パウラウスカス初代HCの指揮のもと、多くの選手がスタティーバで育成されていった。
1971年、スタティーバは、国内最高リーグであるソビエト連邦男子バスケットボール選手権大会に初参加。次の2シーズンは参加できなかったものの、1974年以降は1990年まで連続して参加し続けるようになり、スタティーバはジャルギリスと並んでリトアニアを代表するクラブとなった。
スタティーバ史上最高の成績をおさめたのは1978–79シーズンのことである。特に、1979年の春にヴィリニュス・スポーツ会館でアレクサンドル・ゴメリスキー率いる強豪クラブCSKAモスクワを破った試合は象徴的なものとなった。この年、スタティーバはソ連選手権大会で3位となった。このシーズン、スタティーバにはヨナス・カズラウスカス、リマス・ギルスキス、アルギマンタス・パヴィロニス、リマンタス・エンドリヤイティスHCらが所属していた。

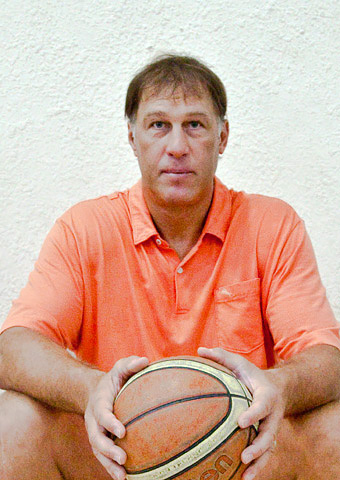
1981年から1989年までBCスタティーバを率いたシャルーナス・マルチュリョニス

3シーズン後にスタティーバに加わったシャルーナス・マルチュリョニスは、キャプテンとしてスタティーバを率いた。1987年、当時16歳のアルトゥーラス・カルニショヴァスがチームに加わった。
リトアニアがソ連から独立すると、スタティーバは1991年と92年のリトアニア選手権で準優勝。1993年にリトアニア・バスケットボール・リーグ (LKL) が発足すると、スタティーバはその最初のシーズンで3位の成績をおさめた。
しかしその後、スタティーバの成績はふるわず、1996-97シーズンには最下位に沈むまで至った。さらに、スタティーバは財政難に直面し、倒産の危機に瀕することとなったため、スポンサーも必要となった。これを受けて、新聞社のリエトゥヴォス・リータス社のオーナーであるゲドヴィーダス・ヴァイナウスカスがスタティーバを買収した。しかし、同社はスタティーバの歴史を継承することを望まず、新チームとしてスタティーバ＝リエトゥヴォス・リータス（リトアニア語: Statyba Lietuvos rytas）を結成した。スタティーバの選手やコーチ、ファンの多くは新オーナーのこの行動を非難し、新クラブとの関係を断った。
2011年、スタティーバの復活を望むファンによって新生スタティーバが結成された。しかし、新生スタティーバは財政難にあえぎ、わずか2シーズンで解散に追い込まれた。
2017年、リエトゥヴォス・リータス社がBCリエトゥヴォス・リータスのスポンサーから撤退すると、BCリータスがスタティーバの歴史を再び継承することとなった。

## 各シーズンの成績
| シーズン | リトアニア                | リトアニア                | リトアニア杯 | ソ連                  | ソ連         |
| シーズン | リーグ                    | 順位                      | リトアニア杯 | リーグ                | 順位         |
| -------- | ------------------------- | ------------------------- | ------------ | --------------------- | ------------ |
| 1965     | ジャルギリス協会          | 優勝                      | 3位          |                       |              |
| 1966     | リトアニアSSR選手権       | 準優勝                    |              |                       |              |
| 1967     | （第3回スパルタキアーダ） | （第3回スパルタキアーダ） | 4位          | Aクラス（2部）        | 4位          |
| 1968     | リトアニアSSR選手権       | 準優勝                    | 優勝         | Aクラス（2部）        | 4位          |
| 1969     | リトアニアSSR選手権       | 5位                       | 優勝         | Aクラス（2部）        | 3位          |
| 1970     | リトアニアSSR選手権       | 準優勝                    |              | Aクラス（2部）        | 3位          |
| 1971     | リトアニアSSR選手権       | 準優勝                    |              | Aクラス（2部）        | 優勝（昇格） |
| 1972     | リトアニアSSR選手権       | 優勝                      |              | プレミアリーグ（1部） | 10位（降格） |
| 1973     | リトアニアSSR選手権       | 優勝                      |              | 第1リーグ（2部）      | 準優勝       |
| 1974     | （第4回スパルタキアーダ） | （第4回スパルタキアーダ） |              | 第1リーグ（2部）      | 優勝（昇格） |
| 1975     | リトアニアSSR選手権       | 優勝                      |              | プレミアリーグ（1部） | 9位          |
| 1976     | リトアニアSSR選手権       | 準優勝                    |              | ソ連選手権            | 6位          |
| 1977     | リトアニアSSR選手権       | 優勝                      |              | ソ連選手権            | 9位          |
| 1978     | リトアニアSSR選手権       | 準優勝                    |              | ソ連選手権            | 11位         |
| 1979     | リトアニアSSR選手権       | 準優勝                    |              | ソ連選手権            | 3位          |
| 1980     | リトアニアSSR選手権       | 準優勝                    |              | ソ連選手権            | 9位          |
| 1981     | リトアニアSSR選手権       | 優勝                      | 優勝         | ソ連選手権            | 7位          |
| 1982     | リトアニアSSR選手権       | 5位                       | 3位          | ソ連選手権            | 8位          |
| 1983     | リトアニアSSR選手権       | 準優勝                    | 優勝         | ソ連選手権            | 10位         |
| 1984     | リトアニアSSR選手権       | 優勝                      | 準優勝       | ソ連選手権            | 9位          |
| 1985     | リトアニアSSR選手権       | 準優勝                    | 優勝         | ソ連選手権            | 9位          |
| 1986     | リトアニアSSR選手権       | 6位                       | 4位          | ソ連選手権            | 6位          |
| 1987     | リトアニアSSR選手権       | 5位                       |              | ソ連選手権            | 10位         |
| 1988     | リトアニアSSR選手権       | 9位                       |              | ソ連選手権            | 9位          |
| 1989     | リトアニアSSR選手権       | 9位                       |              | ソ連選手権            | 7位          |
| 1990     | リトアニアSSR選手権       | 8位                       |              |                       |              |
| 1991     | リトアニア選手権          | 準優勝                    |              |                       |              |
| 1992     | リトアニア選手権          | 準優勝                    | 準優勝       |                       |              |
| 1993     | リトアニア選手権          | 4位                       |              |                       |              |
| 1994     | LKL                       | 3位                       |              |                       |              |
| 1995     | LKL                       | 6位                       |              |                       |              |
| 1996     | LKL                       | 6位                       |              |                       |              |
| 1997     | LKL                       | 10位                      |              |                       |              |

## 主な歴代所属選手
- アルギマンタス・リジャイティス（リトアニア語版） (1964–1971)
- リマンタス・エンドリヤイティス（リトアニア語版） (1965–1975)
- ミーコラス・カルニショヴァス（リトアニア語版） (1966–1978)
- ユオザス・リムクス（リトアニア語版） (1966–1973)
- ユラス・カズゥーラス（リトアニア語版） (1967–1973)
- リマス・ギルスキス（リトアニア語版） (1968–1983)
- エドゥアルダス・カイリース（リトアニア語版） (1968–1978)
- エドムンダス・ナルモンタス（リトアニア語版） (1970–1985)
- ヨナス・カズラウスカス (1973–1985)
- アルギマンタス・パヴィロニス（リトアニア語版） (1973–1985)
- ヴィーテニス・アンドリューナス Vytenis Andriūnas (1976–1987)
- ヴィーテニス・ウルバ Vytenis Urba (1977– 1985)
- アルフレダス・ヴァイナウスカス（リトアニア語版） (1979–1990, 1993–1995)
- シャルーナス・マルチュリョニス (1982–1989)
- ロマナス・ブラズダウスキス（リトアニア語版） (1983–1984, 1986–1988)
- アルトゥーラス・カルニショヴァス（リトアニア語版） (1987–1990)
- アルヴィーダス・パズドラズディス（リトアニア語版） (1989–1992)
- ジャック・ロージアン Jack Lothian (1993–1994)
- マーク・モントゴメリー（英語版） (1993–1994)
- マルティーナス・プルリース（リトアニア語版） (1993–1995)
- ダイニュス・アドマイティス (1993–1996)
- ギャリー・アリントン Gary Arrington (1994–1995)

## 歴代ヘッドコーチ
- 1964–1975: アンタナス・パウラウスカス (Antanas Paulauskas)
チームの創設者であり、長年ヘッドコーチを務めた。
- 1975–1987: リマンタス・エンドリヤイティス（リトアニア語版）
チームのキャプテンがヘッドコーチに就任。
- 1988–1990: リマス・ギルスキス（リトアニア語版）
長年チームの選手として所属し、キャプテンも務めたギルスキスがヘッドコーチとなる。
- 1990–1992: エドゥアルダス・カイリース (Eduardas Kairys)
元選手で、のちにヘッドコーチに就任。
- 1992–1994: リマンタス・エンドリヤイティス
5年ぶりにヘッドコーチに復帰。
- 1994–1995: ヘイノ・リル（エストニア語版）
1988年までアシスタントコーチを務めたリルがヘッドコーチに就任。
- 1995–1997: アルフレダス・ヴァイナウスカス（英語版）
長年選手としてプレイしたヴァイナウスカスがスタティーバ最後のヘッドコーチとなった。